# Рольдан, Вильмар
Вильмар Александер Рольдан Перес (исп. Wilmar Alexander Roldán Pérez; род. 24 января 1980, Ремедиос, Антьокия) — колумбийский футбольный судья. Судья ФИФА с 2008 года. Один из судей чемпионата мира 2014 года.

## Биография
Родился в небольшом городе Ремедиос департамента Антьокия на северо-западе Колумбии в 1980 году. Судейством начал заниматься в 14 лет, с обслуживания матчей местных региональных турниров. Несмотря на юный возраст пользовался авторитетом на поле, получив прозвище «Кастрилли Северо-Восточной Антьокии», в честь знаменитого аргентинского судьи Хавьера Кастрилли, на которого был похож манерой судейства. 23 февраля 2003 года, в возрасте 23 лет, дебютировал в качестве главного судьи в игре высшей лиги чемпионата Колумбии. В январе 2008 года получил статус рефери ФИФА. Является одним из самых молодых судей допущенных к судейству раунда плей-офф Кубка Либертадорес. В различное время обслуживал матчи: кубка Америки по футболу 2011 года, футбольного Олимпийского турнира 2012 года, чемпионата мира по футболу среди молодёжных команд 2013 года.
15 января 2014 вместе с двумя помощниками, также колумбийцами Умберто Клавио и Эдуардо Диасом, выбран одним из судей чемпионата мира по футболу 2014 года в Бразилии.
В мае 2024 года был отобран одним из главных судей для обслуживания матчей Кубка Америки по футболу, который состоится в июне-июле 2024 года на футбольных полях США.